# Obraz milosrdného Ježíše

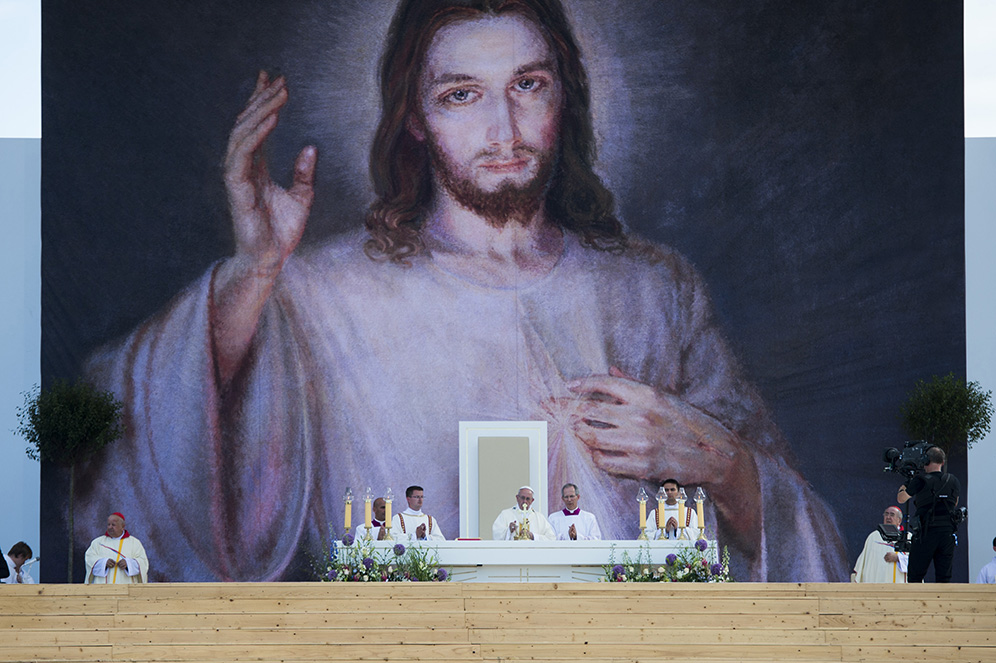
Papež František slouží mši svatou před obrazem milosrdného Ježíše

Obraz milosrdného Ježíše (známý také jako Ježíši, důvěřuji Ti) je zobrazení Ježíše Krista, na základě zjevení svaté Faustyně Kowalské.

## Obraz k Božímu Milosrdenství
Ve 21. století je již kult Božího Milosrdenství nejen symbolicky, ale nerozlučně spojen s obrazem Spasitele Ježíši, důvěřuji Ti! Namaloval ho roku 1934 Evžen Kazimirowski ve Vilně podle pokynů sestry Faustyny. Představuje celou postavu Spasitele, který pozvedá svou pravici k požehnání a jeho levá ruka se dotýká hrudi, odkud vycházejí dva paprsky. Jejich význam vysvětlil sám Ježíš: „Světlý paprsek znamená vodu, která ospravedlňuje duše, červený paprsek znamená krev, která je životem duší. Šťasten, kdo v nich bude žít, protože toho nezasáhne ruka spravedlivého Boha“ (D  299). U Ježíšových nohou je nápis: Ježíši, důvěřuji Ti! Když malíř dokončil svou práci a sestra Faustyna obraz spatřila, byla zklamaná a dala se do pláče. Ježíš nebyl tak krásný, jak ho vídala. Neobvyklá jsou zaslíbení, která sdělil Boží Syn sestře pro ty, kdo budou správně uctívat tento obraz: „Slibuji, že duše, která uctívá tento obraz, nezahyne. Slibuji jí také vítězství nad nepřáteli již zde na zemi, zvláště pak v hodině smrti. Já sám ji budu bránit jako svou slávu“ (D 48). Druhý obraz namalovaný Adolfem Hyłou, posvěcen 7. března 1943 v Krakowě jako votivní dar až po smrti sestry Faustyny.

## Galerie

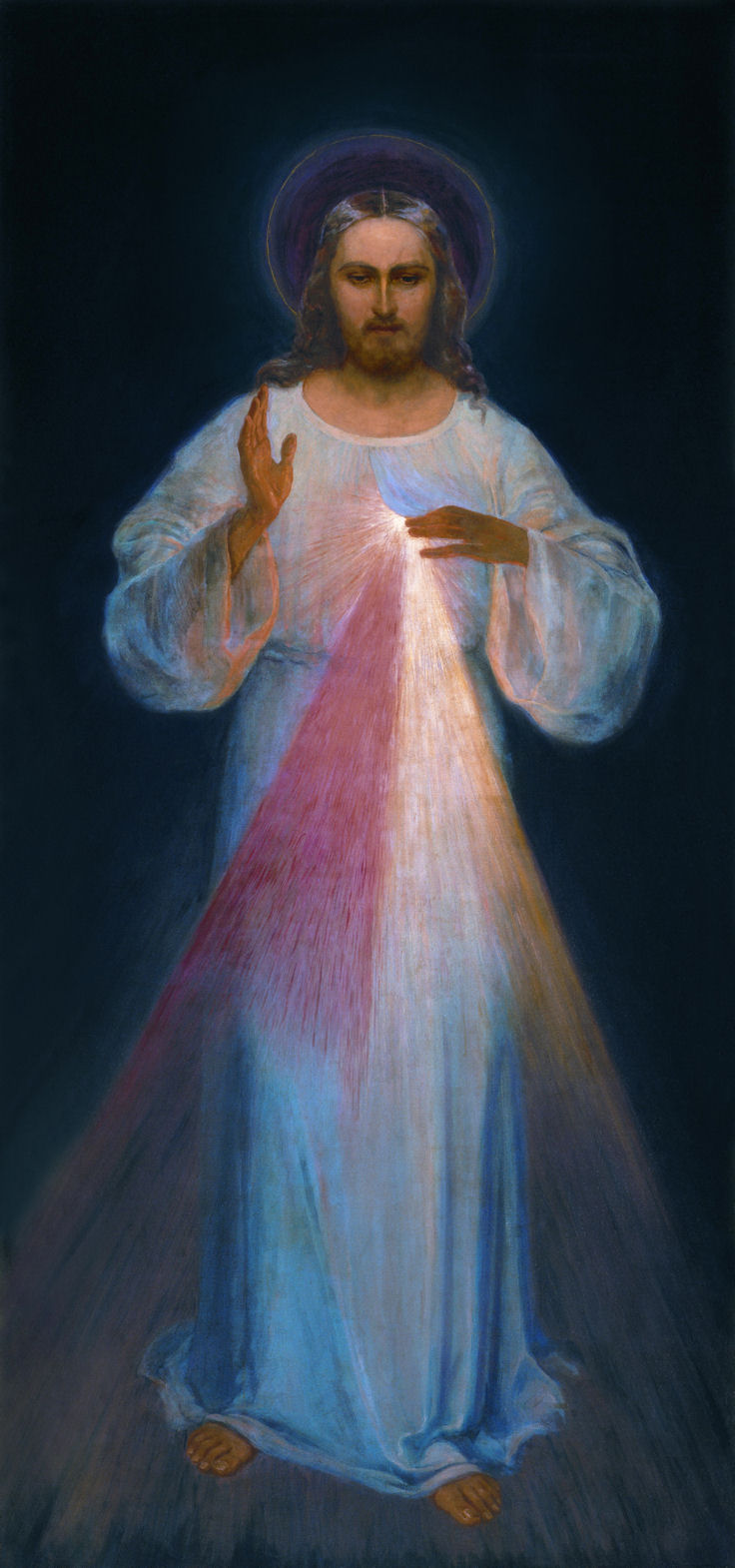
Původní obraz Božího Milosrdenství namalovaný v roce 1934 Eugeniuszem Kazimirowskim podle pokynů sv. Faustyny
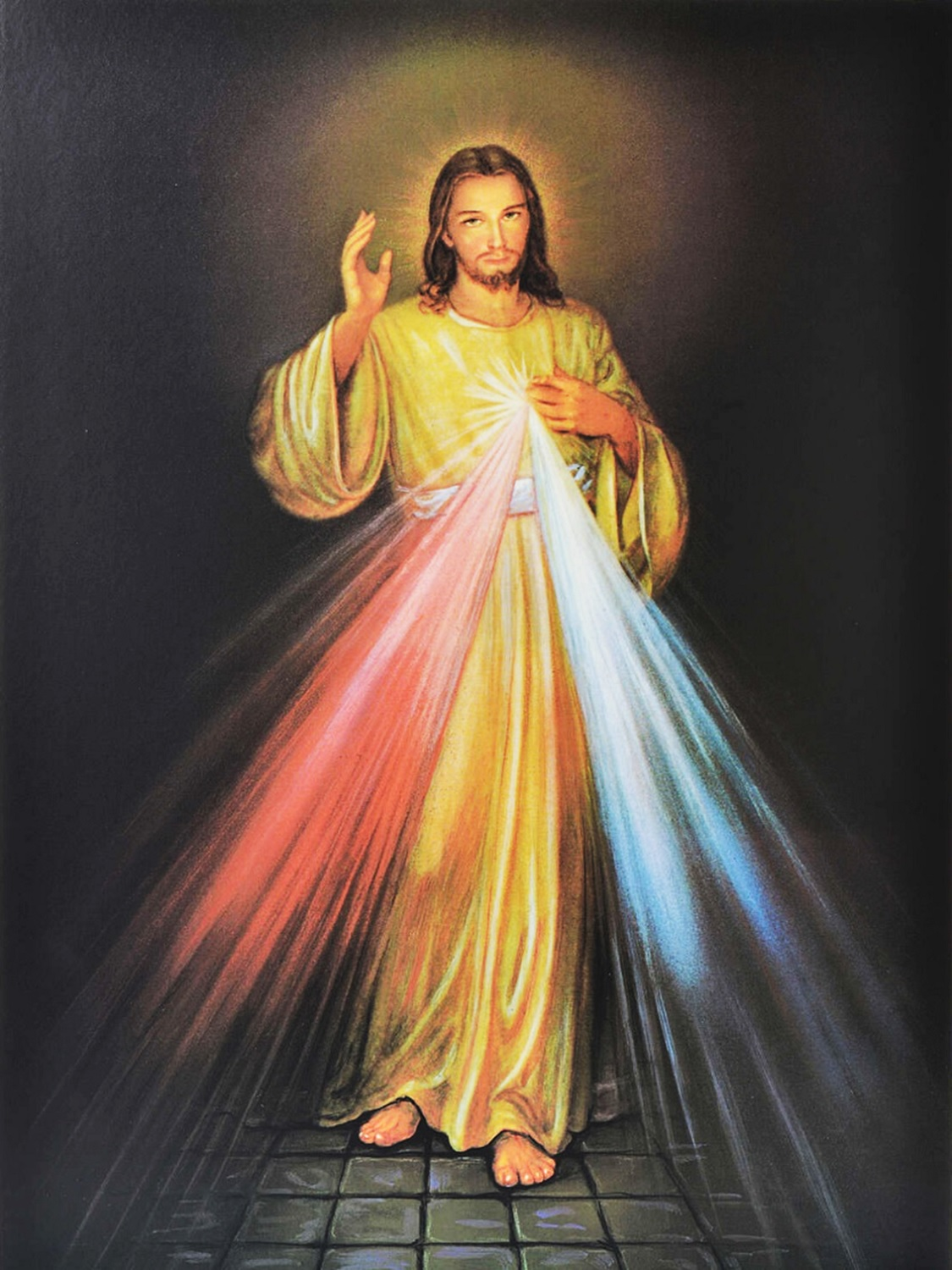
Druhý obraz milosrdného Ježíše
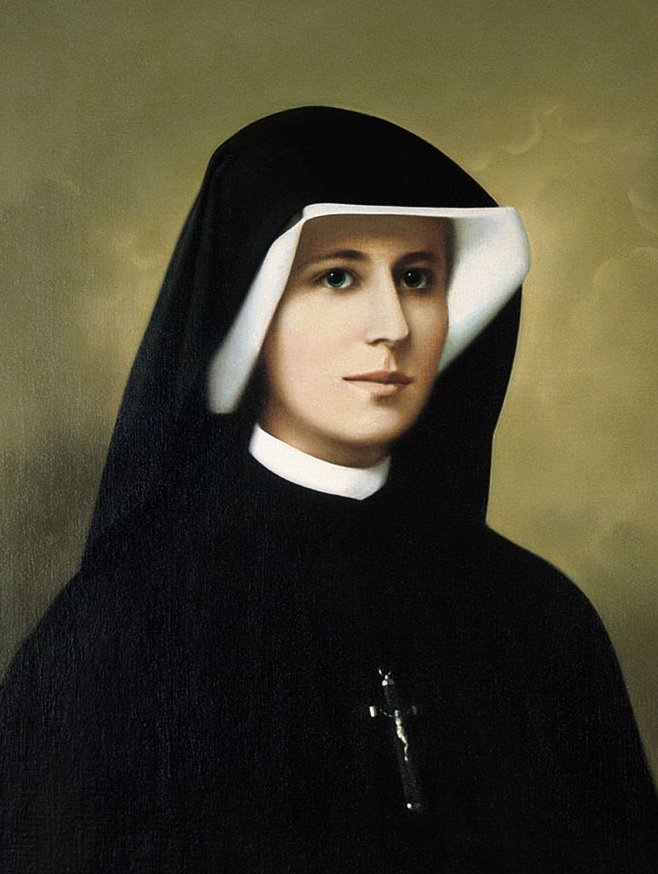
sv. Faustyna Kowalska